# Lluís-Anton Baulenas i Setó
Lluís-Anton Baulenas (IPA: ʎuˈiz ənˈtɔm bəwˈɫɛnəs; Barcellona, 1958) è uno scrittore, traduttore e drammaturgo spagnolo di lingua catalana.

## Biografia
Prima di iniziare come scrittore, ha lavorato come insegnante in una scuola privata e scuole secondarie. Poi ha abbandonato questi lavori secondari e ha dedicato tutto il suo tempo alla scrittura. I suoi esordi letterari sono nel teatro, campo dove ha lavorato come attore, regista e autore, partecipando a progetti internazionali e collaborando all'inizio degli anni Novanta con Marco Martinelli, drammaturgo e regista del Teatro delle Albe. Tuttavia, il riconoscimento pubblico è venuto soprattutto dall'attività di scrittore. Ha ottenuto i più importanti premi della letteratura catalana (in particolare il Premio Sant Jordi de novel·la nel 2008 per El nas de Mussolini) ed è stato tradotto in diverse lingue. Come traduttore, si è adattato testi di Marguerite Yourcenar, Eugène Labiche, William Gibson, Eugene O'Neill, Jean Cocteau, Albert Camus e Boris Vian. 
Il regista Ventura Pons ha tratto due film dai suoi libri, nel 2001 Anita no pierde el tren (che ricevette una nomination come miglior sceneggiatura non originale ai Premi Goya 2002) e poi nel 2004 Amor idiota

## Opere

### Romanzi
- Qui al cel escup
- Neguit
- Sus Scrofa (porcs)
- Càlida nit
- Rampoines-451
- Noms a la sorra
- Alfons XIV, un crim d'estat
- Els caníbals
- El fil de plata
- La felicitat
- Amor d'idiota
- Per un sac d'ossos
- Àrea de servei (2007)
- El nas de Mussolini (2008)
- L'últim neandertal (2014)
- La vostra Anita (2015)

### Drammaturgie
- La ben calçada (con Damià Barbany)
- No hi ha illes meravelloses
- Melosa fel
- El pont de Brooklyn
- Trist, com quan la lluna no hi és

### Libri per bambini
- El gran màgic d'Oz: a la recerca d'un mateix (con Francesc Alborch)

### Saggistica
- Manual de llengua catalana per a ús i bon aprofitament dels estudiants de COU
- El català no morirà

## Filmografia
- 2001 -Anita no perd el tren, basato sul romanzo Bones obres, regia di Ventura Pons)[3]
- 2004 - Amor idiota, basato sul romanzo omonimo, regia di Ventura Pons[4]